# Gli ospiti
Gli ospiti è un film del 2023 diretto da Svevo Moltrasio.

## Trama
Dieci persone, amici tra i 30 e i 40 anni, si riuniscono in un casale alle porte di Roma, dove saranno costretti a confrontarsi con continui colpi di scena.

## Distribuzione
Il film è stato distribuito il 12 ottobre 2023 nelle sale cinematografiche italiane.